# Eupagia commixtata
Eupagia commixtata là một loài bướm đêm trong họ Geometridae.